# Булон сюр Мер
Вижте пояснителната страница за други значения на Булон.
Було̀н сюр Мер (на френски: Boulogne-sur-Mer; на латински: Gesoriacum, Bononia) е град във Франция, пристанище в департамент Па дьо Кале, на брега на протока Па дьо Кале и около устието на река Лиан. Населява се от 41 669 жители (по данни от 1 януари 2016 г., с агломерацията – 86 097 души.

## Икономика
Основни отрасли: металургия, корабостроене, рибообработка.

## Личности
- Морис Буател
- Шарл-Огюстен дьо Сент-Бьов